# Christopher Perry
Christopher Perry – detto Chris – (Carshalton, 26 aprile 1973) è un ex calciatore inglese, di ruolo difensore.